# Heilig Geist (Mittermarbach)

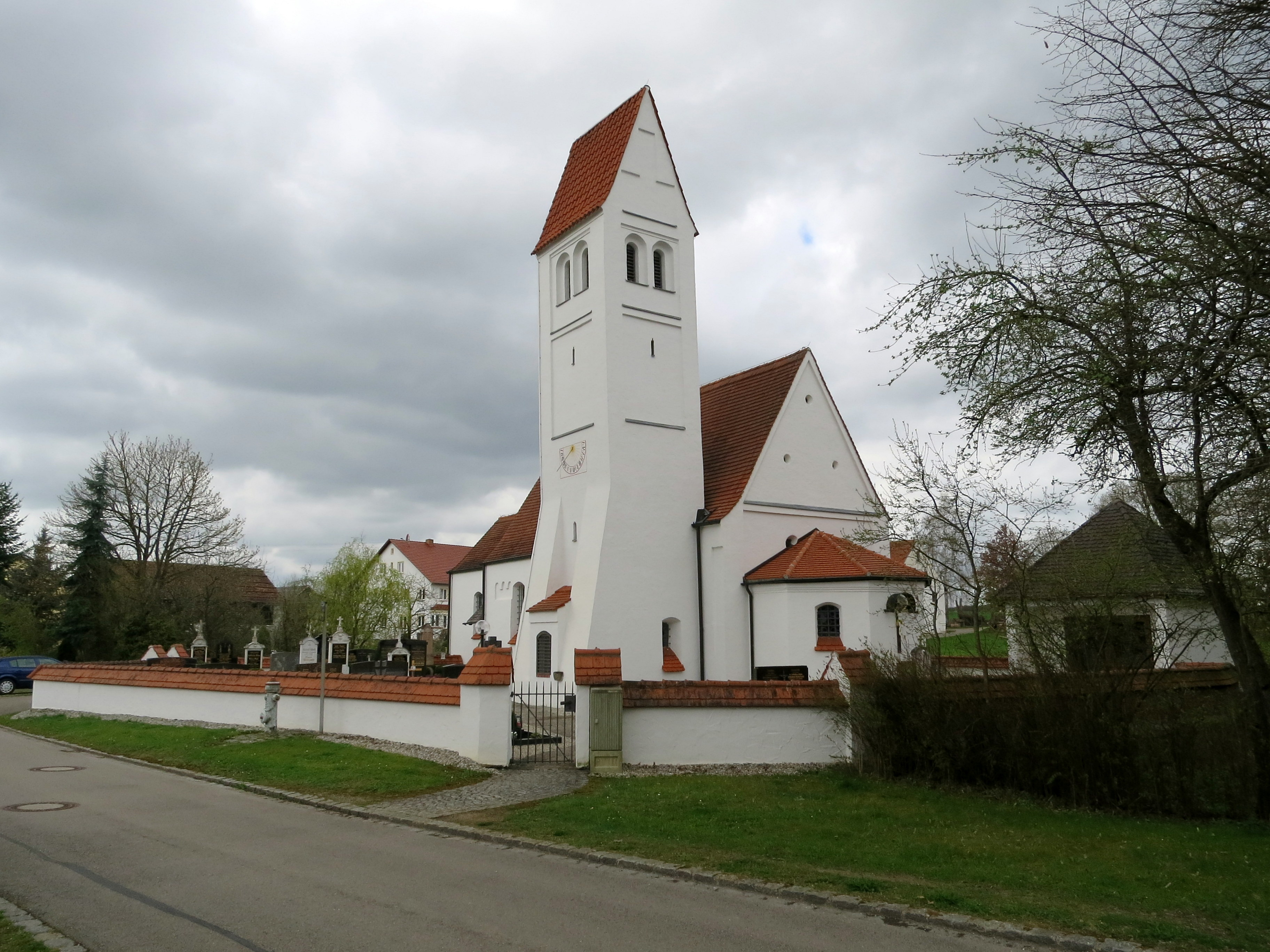
Heilig-Geist-Kirche in Mittermarbach

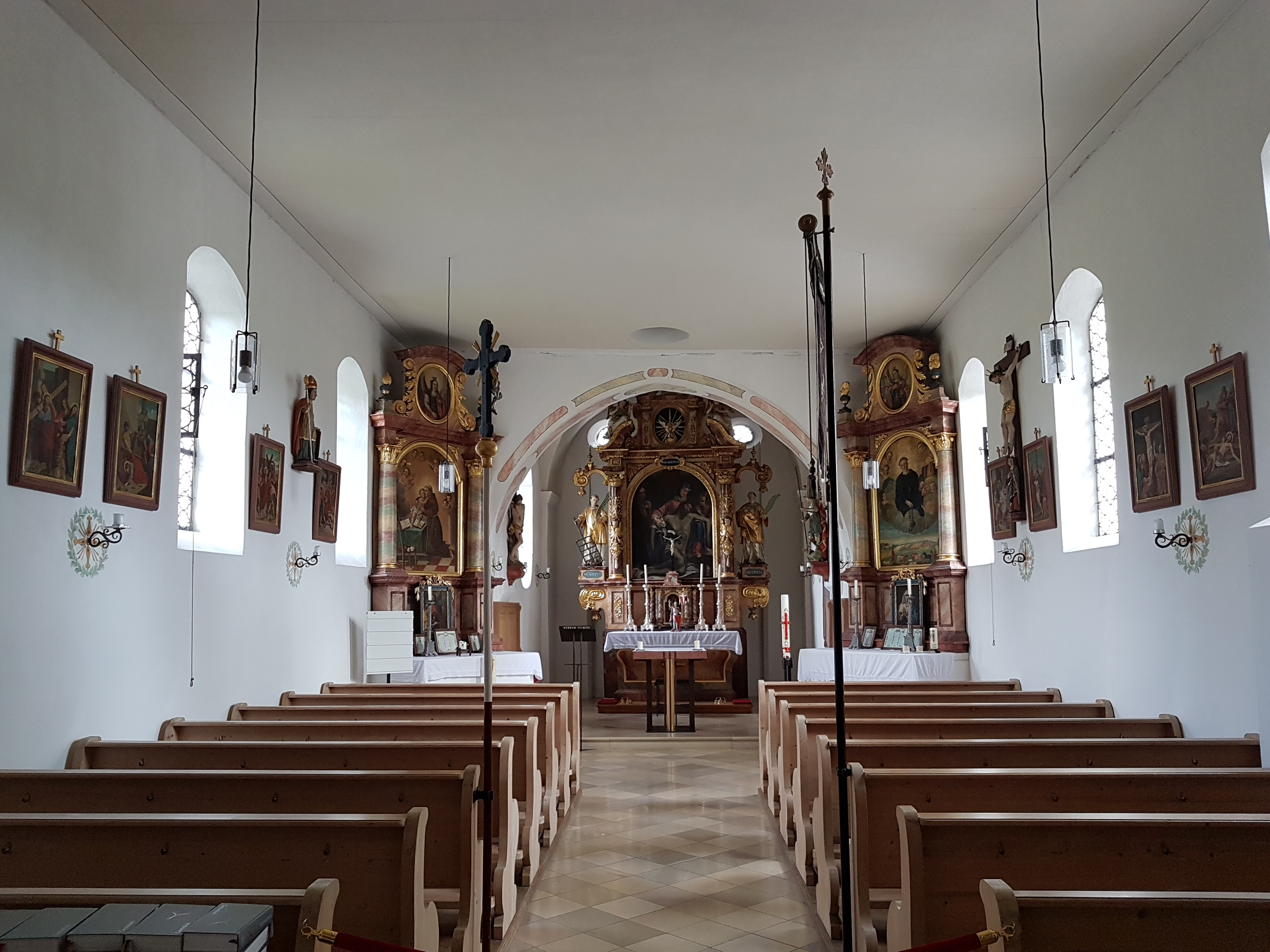
Innenraum

Die römisch-katholische Filialkirche Heilig Geist steht in Mittermarbach, einem Gemeindeteil von Petershausen im oberbayerischen Landkreis Dachau. Sie ist in der Liste der Baudenkmäler in Petershausen unter der Nummer D-1-82-133-26 eingetragen. Die Pfarrei gehört zum Pfarrverband Allershausen im Dekanat Freising des Erzbistums München und Freising.

## Beschreibung
Die spätmittelalterliche Saalkirche wurde im 17. Jahrhundert umgestaltet. Sie besteht aus dem 1870/71 nach Westen verlängerten Langhaus und dem eingezogenen Chor im Osten. Der mit einem Satteldach bedeckte Kirchturm auf quadratischem Grundriss steht an der Südwand des Langhauses. In seinem obersten Geschoss steht der Glockenstuhl mit drei Glocken. 
Der Innenraum des Langhauses ist mit einer Flachdecke überspannt, der des Chors mit einem Kreuzgewölbe. Der um 1665 gebaute Hochaltar wird von den Skulpturen des Laurentius von Rom und des Stephanus flankiert. Auf dem Altarretabel ist eine Pietà dargestellt.

## Orgel

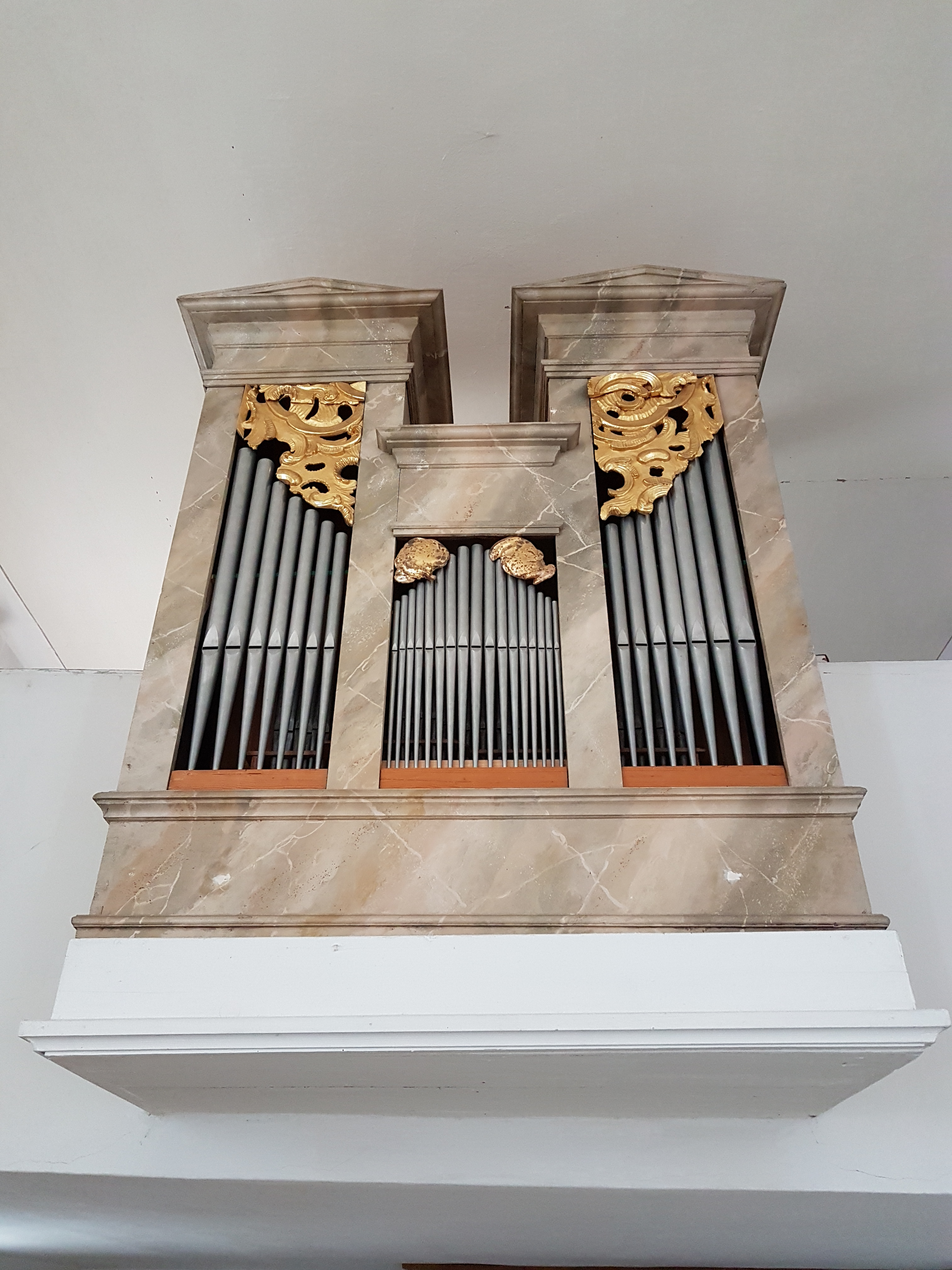
Orgel

Die rein mechanische Schleifladen-Orgel mit vier Registern auf einem Manual und angehängtem Pedal wurde von einem unbekannten Orgelbauer um 1860 gefertigt. Das hinterspielige Instrument mit kurzer Oktave ist als Brüstungsorgel ausgeführt und verfügt über einen spätklassizistischen Prospekt. Es wurde 1972 von Guido Nenninger restauriert. 1983 folgte eine weitere Restaurierung durch Hubertus von Kerssenbrock. Die Disposition lautet:
| Manual C–c3 |    |
| Gedackt     | 8′ |
| Principal   | 4′ |
| Flöte       | 4′ |
| Mixtur      | 2′ |

| Pedal C–H |
| angehängt |